# Let Her Cry (Hootie & the Blowfish)
Let Her Cry is de tweede single afkomstig van het debuutalbum Cracked Rear View van de Amerikaanse rockband Hootie & the Blowfish uit 1994. Het nummer kreeg een Grammy Award voor "Best Pop Performance by a Duo or Group with Vocal" in 1996.

## Tracklist
Tracks 1 t/m 3 zijn geschreven door Mark Bryan, Dean Felber, Darius Rucker en Jim "Soni" Sonefeld.
1. "Let Her Cry (Radio Edit)" - 4:12
2. "Let Her Cry (Album Version)" - 5:08 (van het album: Cracked Rear View)
3. "Where Were You" - 3:50
4. "Fine Line" - 3:30 (origineel door Radney Foster)

"Where Were You" en "Fine Line" zijn non-album tracks.
Op de Amerikaanse versie van Let Her Cry staat als non-album bonus track "Almost Home" - 3:58 (origineel door The Reivers)

## Hitlijsten en verkoop
| Land                      | Toppositie | Certificatie | Verkoop |
| ------------------------- | ---------- | ------------ | ------- |
| Australië (ARIA)          | 4          | -            | -       |
| Canada (Music Canada)     | 2          | -            | -       |
| Duitsland (BVMI)          | 78         | -            | -       |
| Nieuw-Zeeland (RMNZ)      | 19         | -            | -       |
| Schotland (OCC)           | 62         | -            | -       |
| Verenigd Koninkrijk (BPI) | 75         | -            | -       |
| Verenigde Staten (RIAA)   | 9          | -            | -       |